# アリグザンドラ・ラウト
アリグザンドラ・"アリー"・ラウト(英語: Alexandra "Allie" Rout, 1993年8月6日 - )は、ニュージーランド出身の女性フィギュアスケート選手(女子シングル)。
ニュージーランドフィギュアスケート選手権優勝（2007, 2008, 2009年）。2008年オーストラリアフィギュアスケート選手権優勝。

## 経歴
1993年オークランドに生まれる。
2005年のニュージーランドフィギュアスケート選手権及びオープン参加のオーストラリアフィギュアスケート選手権でそれぞれノービスクラスで優勝。翌々年には14歳でニュージーランド選手権シニアクラス優勝を果たし、翌2008年にはオーストラリア選手権でもシニアクラスで優勝する。ISUジュニアグランプリには14歳から、世界ジュニアフィギュアスケート選手権には15歳から出場。2008年世界ジュニア選手権では、ニュージーランド育ちの選手で初めて国際スケート連盟主催の選手権においてフリースケーティング進出を果たした。
2007-08年シーズンから2009-10年シーズンまでニュージーランドの第一人者であったが、バンクーバーオリンピック予選の2009年ネーベルホルン杯にはニュージーランド代表で出場したものの、2009年までは年齢条件に満たないことから世界フィギュアスケート選手権への出場はなかった。出場年齢に達した2009年世界フィギュアスケート選手権には出場せず、2009-10年シーズン終了後学業に専念するとして競技引退した。
2014-15年シーズン、ユニバーシアードで5シーズンぶりに競技復帰をし23位だった。

## 主な戦績
| 大会/年                | 2006-07 | 2007-08 | 2008-09 | 2009-10 | 2014-15 |
| ---------------------- | ------- | ------- | ------- | ------- | ------- |
| ニュージーランド選手権 | 2 J     | 1       | 1       | 1       |         |
| オーストラリア選手権   | 5 J     | 3       | 1       | 3       |         |
| ユニバーシアード       |         |         |         |         | 23      |
| ネーベルホルン杯       |         |         |         | 28      |         |
| ウィンターゲームズNZ   |         |         |         | 4       |         |
| 世界Jr.選手権          |         | 22      | 31      |         |         |
| JGP B.シュベルター杯   |         |         |         | 20      |         |
| JGPメラーノ            |         |         | 5       |         |         |
| JGPクールシュヴェル    |         |         | 12      |         |         |
| JGPクロアチア杯        |         | 7       |         |         |         |

- J - ジュニアクラス

### 詳細
| 2014-2015 シーズン  |                                          |          |          |          |
| 開催日              | 大会名                                   | SP       | FS       | 結果     |
| 2015年2月4日 - 14日 | ユニバーシアード冬季競技大会（グラナダ） | 21 36.68 | 23 61.96 | 23 98.64 |

| 2009-2010 シーズン    |                                                                         |          |          |          |
| 開催日                | 大会名                                                                  | SP       | FS       | 結果     |
| 2009年10月15日 - 16日 | ニュージーランドフィギュアスケート選手権（オークランド）                | 1 35.82  | 1 76.80  | 1 112.62 |
| 2009年10月14日 - 16日 | ニュージーランドフィギュアスケート選手権 ジュニアクラス（オークランド） | 1 41.38  | 1 68.39  | 1 109.77 |
| 2009年10月1日 - 2日   | ISUジュニアグランプリ ブラオエン・シュベルター杯（ドレスデン）          | 16 35.88 | 19 58.99 | 20 94.87 |
| 2009年9月25日 - 26日  | 2009年ネーベルホルン杯（オーベルストドルフ）                            | 30 29.32 | 27 57.86 | 28 87.18 |
| 2009年8月29日 - 30日  | ウィンターゲームズ ニュージーランド（ダニーデン）                       | 4 39.80  | 4 68.26  | 4 108.06 |
| 2009年8月21日 - 22日  | オーストラリアフィギュアスケート選手権（ペンリス）                      | 2 42.15  | 4 58.24  | 3 100.39 |

| 2008-2009 シーズン      |                                                                    |          |          |           |
| 開催日                  | 大会名                                                             | SP       | FS       | 結果      |
| 2009年2月27日 - 28日    | 2009年世界ジュニアフィギュアスケート選手権（ソフィア）             | 30 36.56 | -        | 31        |
| 2008年9月28日 - 10月3日 | ニュージーランドフィギュアスケート選手権（ゴア）                   | 1 44.66  | 1 82.84  | 1 127.50  |
| 2008年9月28日 - 10月3日 | ニュージーランドフィギュアスケート選手権 ジュニアクラス（ゴア）    | 1 45.72  | 1 74.82  | 1 120.54  |
| 2008年9月3日 - 7日      | ISUジュニアグランプリ メラーノ（メラーノ）                         | 8 43.16  | 3 73.81  | 5 116.97  |
| 2008年8月27日 - 31日    | ISUジュニアグランプリ クールシュヴェル（クールシュヴェル）         | 9 40.92  | 14 61.82 | 12 102.74 |
| 2008年8月22日 - 23日    | オーストラリアフィギュアスケート選手権（ブリスベン）               | 1 49.70  | 2 70.31  | 1 120.01  |
| 2008年8月20日 - 21日    | オーストラリアフィギュアスケート選手権ジュニアクラス（ブリスベン） | 1 43.17  | 1 80.34  | 1 123.51  |

| 2007-2008 シーズン     |                                                                               |          |          |           |
| 開催日                 | 大会名                                                                        | SP       | FS       | 結果      |
| 2008年2月25日 - 3月2日 | 2008年世界ジュニアフィギュアスケート選手権（ソフィア）                        | 23 40.70 | 18 67.02 | 22 107.72 |
| 2007年9月27日 - 30日   | ISUジュニアグランプリ クロアチア杯（ザグレブ）                                | 5 43.05  | 8 72.12  | 7 115.17  |
| 2007年9月10日 - 14日   | ニュージーランドフィギュアスケート選手権（クライストチャーチ）                | 1 39.02  | 1 70.68  | 1 109.70  |
| 2007年9月10日 - 14日   | ニュージーランドフィギュアスケート選手権 ジュニアクラス（クライストチャーチ） | 1 33.89  | 1 72.50  | 1 106.39  |

| 2006-2007 シーズン   |                                                                         |         |         |         |
| 開催日               | 大会名                                                                  | SP      | FS      | 結果    |
| 2006年9月18日 - 22日 | ニュージーランドフィギュアスケート選手権 ジュニアクラス（オークランド） | 1 35.15 | 2 53.92 | 2 89.07 |